# Adetomyrma aureocuprea
Adetomyrma aureocuprea (del latín aureus "oro" y cupreus "cobrizo", en referencia a la coloración del cuerpo) es una especie de hormigas endémicas de Madagascar.

## Descripción
Se conocen solo los machos de A. aureocuprea, que son fácilmente separables de los otros machos del género Adetomyrma por el color amarillento del cuerpo y por otros detalles morfológicos.
Los machos de A. aureocuprea tienen una notable variación morfológica en, por ejemplo, el tamaño de los ojos y ocelos, en la forma de la cabeza, en la forma peciolar y en los pelos en la superficie corporal.